# Hans Lehmann (Politiker)
Hans Lehmann (* 7. März 1901 in Berlin; † 1. Juni 1976) war ein deutscher Politiker (SPD). Er war von Januar bis Juli 1954 Mitglied des Landtags von Nordrhein-Westfalen.

## Leben
Nach der Volksschule besuchte Hans Lehmann die Realschule bis zur Obersekundareife. Nach einer kurzen Zeit als Gasthörer an der Universität Berlin begann er 1920 eine Lehre im Buchhandel. Nach Abschluss der Lehre im Jahr 1923 arbeitete er als Buchhandelsgehilfe und bildete sich an der Volkshochschule Berlin weiter. Zwischen 1928 und 1930 war Lehmann Vorstandsmitglied der Volkshochschule Berlin. Von 1930 bis 1932 war er als Geschäftsführer eines Verlages beschäftigt. Anschließend war er arbeitslos, bis er 1934 anfing als Chemiearbeiter zu arbeiten. 1939 wurde er Chemieobermeister. 
Lehmann trat 1924 in die SPD ein. 1933 wurde er noch in den Gemeinderat von Bad Dürrenberg gewählt, nach der Machtübernahme durch die Nationalsozialisten wurde die SPD dann verboten. Lehmann wurde 1947 wieder SPD-Mitglied, 1949 wurde er Mitglied des Rats der Stadt Marl. 1946 wurde er Mitglied der IG Chemie. 1947 wurde er Vorsitzender der Berufsgruppe Werkmeister und Mitglied der Angestelltenabteilung beim Hauptvorstand der IG Chemie, ab 1952 war er Zweiter Vorsitzender der Berufsgruppe.
Lehmann rückte am 7. Januar 1954 für die SPD in den nordrhein-westfälischen Landtag nach, er war Abgeordneter bis zum Ende der zweiten Wahlperiode am 4. Juli 1954.